# Isidore Heyndels
 Isidore Heyndels  (Vilvorde, 2 novembre 1887 - Dachau, 22 décembre 1942) est un homme politique et syndicaliste communiste flamand, membre du PCB.

## Biographie
Isidore Heyndels fait ses premiers pas dans le mouvement ouvrier au POB, (Belgische Werkliedenpartij  ou BWP en Flandre). Issu d’une famille nombreuse, il est le seul des sept enfants de la famille à survivre à la grande guerre au cours de laquelle il est interné dans un camp aux Pays-Bas comme soldat.
Après la guerre, Isidore Heyndels  exerce la profession de métallurgiste et est actif dans la Confédération des Métallurgistes de Belgique (CMB). Il est élu conseiller communal socialiste de Vilvoorde en 1921 et devient  secrétaire de la section cantonale de Vilvoorde du BWP. En 1922, il accède à la fonction de secrétaire permanent  de la section de Vilvoorde de la CMB,  ce qui l’amène à siéger au sein de la Fédération bruxelloise des Syndicats affiliée à la Commission Syndicale de Belgique (CS) du POB. En 1924, il fait partie des opposants à la motion proposée par le secrétaire général de la CS Corneille Mertens qui demande l’expulsion des dirigeants syndicaux membres du PCB.  Heyndels fonde avec divers syndicalistes bruxellois de l’aile gauche de la CS, notamment Emile Marchand et Arthur Vercruyce, le journal « l’Unité ».
Isidore Heyndels rejoint le PCB en 1928, ce qui le conduit à renoncer à son mandat de secrétaire permanent de la Confédération des Métallurgistes de Belgique (CMB), il s’installe alors comme commerçant indépendant.
Isidore Heyndels fait partie des quatre premiers  sénateurs du PCB élus lors des élections de 1936, il représente l’arrondissement de Bruxelles, il sera réélu  lors des élections de 1939.
Membre de la direction du Vlaams Kommunistisch Partij (VKP), Heyndels fait partie des « suspects » arrêtés le matin du 10 mai 1940 par le gouvernement belge qui redoutait des actions d’une 5e colonne formées par les communistes, les rexistes et les nationalistes flamands... Bien que protégé par l’immunité parlementaire, Heyndels est emmené jusqu’en France par les autorités belges en pleine évacuation, où il sera détenu au camp d’internement de Vernet dans l’Ariège. Revenu en Belgique en août 1940, il fonde le journal clandestin Strijd (Combat). Arrêté au lendemain de l’attaque allemande contre l’URSS, il est détenu au  Fort de Breendonk puis déporté au camp de concentration de Neuengamme; il décède au  camp de concentration de Dachau le 22 décembre 1942.